# Arlington Renegades
| Arlington Renegades                                                                       | Arlington Renegades                                               |
| Gegründet 2018 Spielen in Arlington, Texas                                                | Gegründet 2018 Spielen in Arlington, Texas                        |
| ----------------------------------------------------------------------------------------- | ----------------------------------------------------------------- |
| \| \| \| \| \| Logo \|                                                                    |                                                                   |
| Liga                                                                                      |                                                                   |
| - XFL (2020–2023) West Division (2020) South Division (2023) - UFL (2024–) XFL Conference |                                                                   |
| Personal                                                                                  |                                                                   |
| Besitzer                                                                                  | Alpha Acquico, LLC (RedBird Capital, Dwayne Johnson, Dany Garcia) |
| Head Coach                                                                                | Bob Stoops                                                        |
| Teamgeschichte                                                                            |                                                                   |
| Teamnamen                                                                                 | - Dallas Renegades (2020) - Arlington Renegades (seit 2023)       |
| Erfolge                                                                                   |                                                                   |
| Meisterschaften (1) - XFL 2023                                                            |                                                                   |
| Division-Siege (1) - XFL South 2023                                                       |                                                                   |
| Play-off-Teilnahmen (1) - XFL 2023                                                        |                                                                   |
| Stadien                                                                                   |                                                                   |
| Choctaw Stadium (seit 2020)                                                               |                                                                   |
|                                                                                           |                                                                   |
|                                                                                           | Logo                                                              |

Die Arlington Renegades sind ein American-Football-Team aus Arlington, Texas. Das Team ist Mitglied der 2020 gestarteten XFL und trägt seine Heimspiele im Choctaw Stadium aus. Dieser wurde zum Football-Stadion umfunktioniert, nachdem der frühere Nutzer, das MLB-Team Texas Rangers, in das neu erbaute Globe Life Field umgezogen ist. In der Saison 2020 trat die Mannschaft als Dallas Renegades auf.
Die Marke und das Image des Teams basieren auf dem Mythos von Motorradgangs. Die Renegades werden von Bud Light Seltzer gesponsert, einem Hard Seltzer des Unternehmens Anheuser-Busch.

## Geschichte

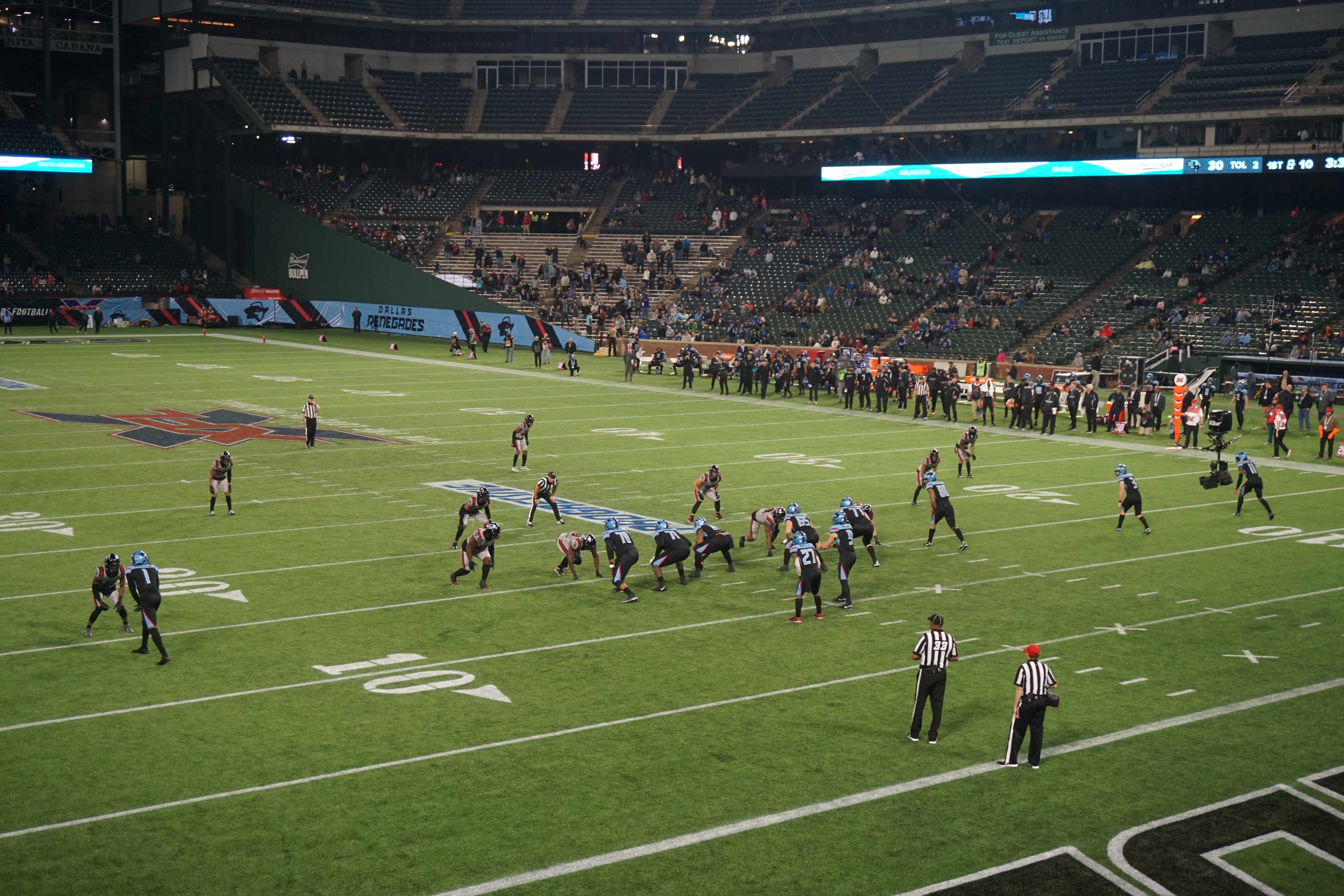
Dallas im Spiel gegen New York 2020

Dallas schloss sich Seattle, Houston, Los Angeles, New York, St. Louis, Tampa Bay und Washington, D.C. als Austragungsorte der Liga an. Es ist das erste professionelle Outdoor-Football-Team, das im Dallas-Fort-Worth-Metroplex in einer anderen Liga als der NFL spielt, seit die Dallas Rockets und die Fort-Worth-Braves der Texas Football League 1971 ihren Betrieb einstellten.
Am 7. Februar 2019 wurde Bob Stoops, der langjährige Head Coach der Oklahoma Sooners, als Cheftrainer vorgestellt. Er war der erste bestätigte Head Coach der XFL. Am 23. April 2019 ernannte er Chris Woods zu seinem Defensive Coordinator und am 16. Mai 2019 Hal Mumme zum Offensive Coordinator. Der Name, das Logo und die Farben der Renegades wurden zusammen mit denen der anderen Teams am 21. September 2019 veröffentlicht.

### Saison 2020
Am 9. Februar 2020 absolvierten die Renegades ihr erstes Spiel und verloren mit 9:15 gegen die St. Louis BattleHawks. Am folgenden Spieltag feierte das Franchise den ersten Sieg seiner Geschichte mit einem 25:18 über die Los Angeles Wildcats.
Die Renegades waren Rivalen im Bundesstaat mit den Houston Roughnecks. Spiele zwischen den beiden wurden als Texas Throwdown vermarktet.
Aufgrund der Covid-19-Pandemie wurde die Saison 2020 nach fünf Wochen abgebrochen. Zu diesem Zeitpunkt hatten die Renegades eine Bilanz von 2 Siegen zu 3 Niederlagen und waren auf dem zweiten Platz der West Division.

### Saison 2023
Nach dem Eigentümerwechsel der XFL und dem Wegfall der meisten Bestimmungen zur Eindämmungen der Pandemie wurde der Ligabetrieb 2023 wieder aufgenommen. Im Vorfeld der Saison wurde das Team in Arlington Renegades umbenannt. Arlington ist seitdem in der South Division und hat neben den Houston Roughnecks mit den San Antonio Brahmas einen weiteren Rivalen aus Texas.
Obwohl die Renegades nur vier von zehn Spielen gewinnen konnten, belegten sie zum Ende der regulären Saison den zweiten Divisionsplatz und standen damit im Divisionsfinale. Nachdem sie in diesem die Houston Roughnecks mit 26:11 besiegen konnten, standen sie im Championship Game gegen die DC Defenders, die bisher nur ein Spiel verloren hatten. Mit einem Endstand von 35:26 konnte Arlington das erste Finale der neuen XFL-Geschichte für sich gewinnen.
| Saison              | Liga  | Division/Conference | Platz | Spiele | S  | N  | SQ    | P+  | P−  | Diff | Halbfinale         | Championship Game  |
| ------------------- | ----- | ------------------- | ----- | ------ | -- | -- | ----- | --- | --- | ---- | ------------------ | ------------------ |
| Dallas Renegades    |       |                     |       |        |    |    |       |     |     |      |                    |                    |
| 2020                | XFL   | West Division       | (3.)  | 5      | 2  | 3  | 0,400 | 90  | 102 | –12  | Saison abgebrochen | Saison abgebrochen |
| Arlington Renegades |       |                     |       |        |    |    |       |     |     |      |                    |                    |
| 2023                | XFL   | South Division      | 2.    | 10     | 4  | 6  | 0,400 | 146 | 194 | –48  | 26:11 @Houston     | 35:26 vs DC        |
| 2024                | UFL   | XFL Conference      | 3.    | 10     | 4  | 6  | 0,400 | 209 | 251 | –42  |                    |                    |
| 2025                | UFL   | XFL Conference      |       |        |    |    |       |     |     |      |                    |                    |
| Summe               | Summe | Summe               | Summe | 25     | 10 | 15 | 0,400 | 445 | 547 | –102 |                    |                    |

### Direkter Vergleich
| Gegner                     | Reguläre Saison | Reguläre Saison | Reguläre Saison | Reguläre Saison | Reguläre Saison | Reguläre Saison | Reguläre Saison | Playoffs | Playoffs | Playoffs | Playoffs |
| Gegner                     | Sp              | S               | N               | SQ              | P+              | P–              | PD              | S        | N        | P+       | P–       |
| -------------------------- | --------------- | --------------- | --------------- | --------------- | --------------- | --------------- | --------------- | -------- | -------- | -------- | -------- |
| Memphis Showboats          | 1               | 1               | 0               | 1,000           | 47              | 23              | +24             |          |          |          |          |
| Los Angeles Wildcats       | 1               | 1               | 0               | 1,000           | 25              | 18              | +7              |          |          |          |          |
| Vegas Vipers               | 1               | 1               | 0               | 1,000           | 22              | 20              | +1              |          |          |          |          |
| New York/Orlando Guardians | 3               | 2               | 1               | 0,667           | 40              | 55              | –15             |          |          |          |          |
| Seattle (Sea) Dragons      | 2               | 1               | 1               | 0,500           | 39              | 36              | +3              |          |          |          |          |
| DC Defenders               | 3               | 1               | 2               | 0,333           | 86              | 88              | –2              | 1        | 0        | 35       | 26       |
| St. Louis BattleHawks      | 4               | 1               | 3               | 0,250           | 80              | 88              | –8              |          |          |          |          |
| San Antonio Brahmas        | 4               | 1               | 3               | 0,250           | 51              | 70              | –19             |          |          |          |          |
| Michigan Panthers          | 1               | 0               | 1               | 0,000           | 27              | 28              | –1              |          |          |          |          |
| Houston Roughnecks (UFL)   | 1               | 0               | 1               | 0,000           | 9               | 17              | –8              |          |          |          |          |
| Birmingham Stallions       | 1               | 0               | 1               | 0,000           | 14              | 27              | –13             |          |          |          |          |
| Houston Roughnecks (XFL)   | 3               | 0               | 3               | 0,000           | 43              | 75              | –32             | 1        | 0        | 26       | 11       |